# Alsóörs vasútállomás
Alsóörs vasútállomás egy Veszprém vármegyei vasútállomás, melyet a MÁV üzemeltet Alsóörs településen. A település központi részén helyezkedik el, közvetlenül a 71-es főút mellett.

## Vasútvonalak
Az állomást az alábbi vasútvonalak érintik:
- Börgönd–Szabadbattyán–Tapolca-vasútvonal

Az 1960-as évek végén történt megszüntetéséig érintette az Alsóörs–Veszprém-vasútvonal is, melynek itt volt a balatoni végállomása.

## Kapcsolódó állomások
A vasútállomáshoz az alábbi állomások vannak a legközelebb:
- Káptalanfüred megállóhely (Börgönd–Szabadbattyán–Tapolca-vasútvonal)
- Csopak megállóhely (Börgönd–Szabadbattyán–Tapolca-vasútvonal)

## Forgalom
| Járat                           | Útvonal | Gyakoriság                  |
| ------------------------------- | --- | --------------------------- |
| személyvonat                    | Székesfehérvár – Maroshegy – Szabadbattyán – Polgárdi-Ipartelepek – Polgárdi – Füle – Balatonfőkajár felső – Csajág – Balatonakarattya – Csittényhegy – Balatonkenese – Balatonfűzfő – Balatonalmádi – Káptalanfüred – Alsóörs – Csopak – Balatonarács – Balatonfüred – Aszófő – Örvényes – Balatonudvari – Fövenyes – Balatonakali-Dörgicse – Zánka-Erzsébettábor – Zánka-Köveskál – Balatonszepezd – Szepezdfürdő – Révfülöp – Balatonrendes – Ábrahámhegy – Badacsonyörs – Badacsonytomaj – Badacsony – Badacsonylábdihegy – Badacsonytördemic-Szigliget – Nemesgulács-Kisapáti – Tapolca                                                       | Napi 1 pár (Kivéve nyáron)  |
| személyvonat                    | Székesfehérvár – Maroshegy – Szabadbattyán – Polgárdi-Ipartelepek – Polgárdi – Füle – Balatonfőkajár felső – Csajág – Balatonakarattya – Csittényhegy – Balatonkenese – Balatonfűzfő – Balatonalmádi – Káptalanfüred – Alsóörs – Csopak – Balatonarács – Balatonfüred | 2 óránként                  |
| személyvonat                    | Balatonfüred → Balatonarács → Csopak → Alsóörs → Káptalanfüred → Balatonalmádi → Balatonfűzfő → Balatonkenese → Csittényhegy → Balatonakarattya → Csajág → Balatonfőkajár felső → Füle → Polgárdi → Polgárdi-Ipartelepek → Szabadbattyán → Maroshegy → Székesfehérvár → Velence → Budapest-Kelenföld → Budapest-Déli | Napi 1 Budapest felé        |
| sebesvonat                      | Budapest-Déli – Budapest-Kelenföld – Székesfehérvár – Balatonakarattya – Balatonkenese – Balatonfűzfő – Balatonalmádi – Alsóörs – Csopak – Balatonfüred – Aszófő – Örvényes – Balatonudvari (– Fövenyes) – Balatonakali-Dörgicse – Zánka-Erzsébettábor – Zánka-Köveskál – Balatonszepezd (– Szepezdfürdő) – Révfülöp – Balatonrendes – Ábrahámhegy – Badacsonyörs – Badacsonytomaj – Badacsony – Badacsonylábdihegy – Badacsonytördemic-Szigliget – Nemesgulács-Kisapáti – Tapolca | 2 óránként                  |
| sebesvonat                      | Tapolca → Badacsonytördemic-Szigliget → Badacsony → Badacsonytomaj → Ábrahámhegy → Révfülöp → Balatonszepezd → Zánka-Köveskál → Balatonakali-Dörgicse → Balatonudvari → Aszófő → Balatonfüred → Csopak → Alsóörs → Balatonalmádi → Balatonfűzfő → Balatonkenese → Balatonakarattya → Székesfehérvár → Budapest-Kelenföld → Budapest-Déli | Napi 1 Budapest felé        |
| Csabai Tekergő expresszvonat    | Békéscsaba – Murony – Mezőberény – Gyoma – Mezőtúr – Szolnok – Cegléd – Ferihegy – Kőbánya-Kispest – Budapest-Kelenföld – Velence – Székesfehérvár – Balatonakarattya – Balatonkenese – Balatonfűzfő – Balatonalmádi – Alsóörs – Csopak – Balatonfüred – Balatonakali-Dörgicse – Zánka-Köveskál – Szepezdfürdő – Révfülöp (← Badacsonyörs) – Badacsonytomaj – Badacsony – Tapolca | Nyári hétvégéken napi 1 pár |
| Szabolcsi Tekergő expresszvonat | Záhony – Tiszabezdéd – Tuzsér – Komoró – Fényeslitke – Kisvárda-Hármasút – Kisvárda – Ajak – Pátroha – Gégény – Demecser – Kék – Nyírbogdány – Kemecse – Sóstóhegy – Sóstó – Nyíregyháza – Újfehértó – Téglás – Hajdúhadház – Bocskaikert – Debrecen-Csapókert – Debrecen – Ebes – Hajdúszoboszló – Kaba – Püspökladány – Karcag – Kisújszállás – Fegyvernek-Örményes – Törökszentmiklós – Szajol – Szolnok – Abony – Cegléd – Ferihegy – Kőbánya-Kispest – Budapest-Kelenföld – Velence – Székesfehérvár – Balatonakarattya – Balatonkenese – Balatonfűzfő – Balatonalmádi – Alsóörs – Balatonfüred – Balatonakali-Dörgicse – Zánka-Erzsébettábor | Nyáron napi 1 pár           |
| Vízipók sebesvonat              | Budapest-Déli – Budapest-Kelenföld – Székesfehérvár – Balatonakarattya – Csittényhegy – Balatonkenese – Balatonfűzfő – Balatonalmádi – Káptalanfüred – Alsóörs – Csopak – Balatonarács – Balatonfüred | Nyáron 2 óránként           |
| Katica InterRégió               | Budapest-Déli – Budapest-Kelenföld – Székesfehérvár – Maroshegy – Szabadbattyán – Polgárdi-Ipartelepek – Polgárdi – Füle – Balatonfőkajár felső – Csajág – Balatonakarattya – Csittényhegy – Balatonkenese – Balatonfűzfő – Balatonalmádi – Káptalanfüred – Alsóörs – Csopak – Balatonarács – Balatonfüred | Nyáron 2 óránként           |
| Levendula InterCity             | Tapolca → Badacsonytördemic-Szigliget → Badacsony → Badacsonytomaj → Révfülöp → Zánka-Köveskál → Balatonakali-Dörgicse → Balatonfüred → Alsóörs → Balatonalmádi → Balatonfűzfő → Balatonkenese → Balatonakarattya → Székesfehérvár → Budapest-Kelenföld → Budapest-Déli | Nyáron napi 1 Budapest felé |